# بادآورده را باد می‌برد
بادآورده را باد می‌برد (انگلیسی: Easy Come, Easy Go) یک فیلم موزیکال به کارگردانی جان ریچ است که در سال ۱۹۶۷ منتشر شد.

## بازیگران
- الویس پرسلی
- السا لنچستر
- فرانک مک‌هیو
- پت پریست
- پت هرینگتون جونیور
- سندی کنیون
- رید مورگان